# Leucoraja garmani
Leucoraja garmani és una espècie de peix de la família dels raids i de l'ordre dels raïformes.

## Morfologia
- Els mascles poden assolir 26 cm de longitud total.[2][3]

## Reproducció
És ovípar i les femelles ponen càpsules d'ous, les quals presenten com unes banyes a la closca.

## Alimentació
Menja principalment crustacis decàpodes i, secundàriament, amfípodes, poliquets, calamars i peixos.

## Hàbitat
És un peix marí, de clima subtropical (9 °C-17 °C) i associat als esculls de corall que viu entre 55–530 m de fondària.

## Distribució geogràfica
Es troba a l'oceà Atlàntic occidental: des del sud de Nova Anglaterra fins al sud de Florida (els Estats Units).

## Ús comercial
Es comercialitza fresc i salat.

## Observacions
És inofensiu per als humans.